# Brianne Tutt
Brianne Kay Tutt (* 9. Juni 1992 in Calgary) ist eine ehemalige kanadische Eisschnellläuferin.

## Werdegang
Tutt wurde zweimal kanadische Juniorenmeisterin über 3000 m und nahm bei den Juniorenweltmeisterschaften 2009 in Zakopane sowie bei den Juniorenweltmeisterschaften 2010 in Moskau an jeweils fünf Läufen teil. Zudem siegte sie bei den Nordamerikameisterschaften 2010 in Salt Lake City im Kleinen-Mehrkampf. Im folgenden Jahr gewann sie bei den Juniorenweltmeisterschaften in Seinäjoki die Bronzemedaille in der Teamverfolgung. Ihr Debüt im Eisschnelllauf-Weltcup gab sie im Februar 2012 in Hamar, wobei sie den siebten Platz in der Teamverfolgung und in der B-Gruppe den 12. Rang über 3000 m errang. In den folgenden Jahren belegte sie bei den Olympischen Winterspielen 2014 in Sotschi den 35. Platz über 1500 m, bei den Einzelstreckenweltmeisterschaften 2016 in Kolomna den 21. Platz über 1500 m sowie den sechsten Rang in der Teamverfolgung und bei den Einzelstreckenweltmeisterschaften 2017 in Gangneung den 22. Platz über 1500 m. In der Saison 2017/18 erreichte sie in Calgary mit dem fünften Platz über 1500 m ihre einzige Top-Zehn-Platzierung im Weltcupeinzel und absolvierte in Erfurt ihren letzten Weltcup, welchen sie auf dem 11. Platz über 1500 m beendete. Beim Saisonhöhepunkt, den Olympischen Winterspielen 2018 in Pyeongchang, lief sie auf den 20. Platz über 3000 m und auf den 15. Rang über 1500 m. Zudem wurde sie im Januar 2018 kanadische Meisterin über 1500 m.
Ihr Vater Brian Tutt war im Eishockey aktiv.

## Erfolge

### Olympische Spiele
- 2014 Sotschi: 35. Platz 1500 m
- 2018 Pyeongchang: 15. Platz 1500 m, 20. Platz 3000 m

### Einzelstrecken-Weltmeisterschaften
- 2016 Kolomna: 6. Platz Teamverfolgung, 21. Platz 1500 m
- 2017 Gangneung: 22. Platz 1500 m

## Persönliche Bestzeiten
| Disziplin | Zeit        | Datum             | Ort     |
| --------- | ----------- | ----------------- | ------- |
| 500 m     | 39,45 s     | 30. Dezember 2017 | Calgary |
| 1000 m    | 1:15,53 min | 2. Dezember 2017  | Calgary |
| 1500 m    | 1:53,99 min | 3. Dezember 2017  | Calgary |
| 3000 m    | 4:02,42 min | 1. Dezember 2017  | Calgary |
| 5000 m    | 7:18,81 min | 16. März 2012     | Calgary |